# Wdowa
Wdowa, pseudonimo di Małgorzata Jarowska (Varsavia, 13 novembre 1985), è una rapper polacca.

## Biografia
Wdowa ha avviato la sua carriera musicale nel 2000 producendo basi strumentali. Nel 2003 è stata ospite del programma W-Raps su TV Fly, dedicato alle donne che creano musica urban. È conosciuta per l'impiego massiccio nei suoi testi del braggadocio, che consiste nel vantarsi delle proprie abilità, delle proprie caratteristiche fisiche e dei propri averi.
Il suo album di debutto, Braggacadabra, è uscito nel 2005. Nel 2010 è stato pubblicato il suo secondo disco, Superextra, che ha raggiunto la 26ª posizione nella classifica polacca degli album, mentre nel 2013 il suo EP Listopad ha debuttato al 37º posto.

## Discografia

### Album in studio
- 2005 – Braggacadabra
- 2010 – Superextra
- 2022 – Historia jednej miłości

### EP
- 2013 – Listopad

### Mixtape
- 2010 – Mixtape Wu
- 2022 – Lost Tapes